# Vivien Endemann
Vivien Endemann (Lohne, 7 agosto 2001) è una calciatrice tedesca, attaccante del Wolfsburg e della nazionale tedesca.

## Carriera

### Club
Endemann inizia la sua carriera con il TV Dinklage, club dell'omonimo piccolo centro della Bassa Sassonia, per trasferirsi in seguito al Werder Brema, dove gioca nella sua prima squadra interamente femminile, inizialmente nella formazione giovanile che disputa il campionato B-Juniorinnen (under 17) per poi essere aggregata, nella stagione 2017-2018, nella squadra riserve (Werder Brema II) dove ha fatto le sue prime apparizioni in Frauen-Regionalliga, terzo livello del campionato tedesco femminile di calcio.
Nell'estate del 2018 si è trasferita al Jahn Delmenhorst, squadra che disputa la Frauen-Regionalliga, dove si mette particolarmente in luce segnando nella sua stagione d'esordio 20 reti su 21 incontri disputati e debuttando in Coppa di Germania  marcando due presenze prima dell'eliminazione al secondo turno dell'edizione 2018-2019.
Le prestazioni offerte attirano l'attenzione degli osservatori del Meppen, offrendo a Endemann un contratto che le permetteva un ulteriore salto di categoria per giocare con il proprio club in 2. Frauen-Bundesliga, secondo livello della piramide calcistica femminile nazionale. Alla sua prima stagione con 4 reti su 14 incontri in campionato contribuisce a far raggiungere alla sua squadra il quarto posto in classifica, tuttavia dato che le due precedenti in classifica, Wolfsburg II e Hoffenheim II, non potevano accedere come da regolamento alla categoria superiore, fu il Meppen, e quindi anche Endemann, a guadagnare il diritto di disputare la sua prima Frauen-Bundesliga. L'esordio nella massima categoria tedesca, alla guida tecnica della coppia Theodoros Dedes eWulf-Rüdiger Müller, avviene già alla 1ª giornata di campionato, il 6 settembre 2020, nel pareggio esterno a reti inviolate con il MSV Duisburg, scendendo regolarmente in campo in tutti gli altri 21 incontri di Bundesliga, e andando a segno per la prima volta aprendo le marcature nel pareggio esterno per 1-1 con l'Eintracht Francoforte alla 15ª giornata. Alla fine del campionato la sua squadra non riuscì a mantenere la categoria, retrocedendo in 2. Frauen-Bundesliga dopo aver concluso all'11º e penultimo posto.

### Nazionale
Endemann viene convocata dalla Federcalcio tedesca per indossare la maglia della formazione under 19 nell'edizione 2020 del Torneo di La Manga e ha disputato tutti gli incontri del torneo quadrangolare nel marzo di quell'anno.

## Statistiche

### Presenze e reti nei club
Statistiche aggiornate al 3 dicembre 2024.
| Stagione         | Squadra          | Campionato       | Campionato | Campionato | Coppe nazionali | Coppe nazionali | Coppe nazionali | Coppe internazionali | Coppe internazionali | Coppe internazionali | Altre coppe | Altre coppe | Altre coppe | Totale | Totale |
| Stagione         | Squadra          | Comp             | Pres       | Reti       | Comp            | Pres            | Reti            | Comp                 | Pres                 | Reti                 | Comp        | Pres        | Reti        | Pres   | Reti   |
| ---------------- | ---------------- | ---------------- | ---------- | ---------- | --------------- | --------------- | --------------- | -------------------- | -------------------- | -------------------- | ----------- | ----------- | ----------- | ------ | ------ |
| 2018-2019        | Jahn Delmenhorst | RL               | 21         | 20         | CG              | 2               | 0               | -                    | -                    | -                    | -           | -           | -           | 23     | 20     |
| 2019-2020        | Meppen           | 2BL              | 14         | 4          | CG              | 1               | 1               | -                    | -                    | -                    | -           | -           | -           | 15     | 5      |
| 2020-2021        | Meppen           | BL               | 22         | 3          | CG              | 3               | 1               | -                    | -                    | -                    | -           | -           | -           | 25     | 4      |
| Totale Meppen    | Totale Meppen    | Totale Meppen    | 36         | 7          | -               | 4               | 2               | -                    | -                    | -                    | -           | -           | -           | 40     | 9      |
| 2021-2022        | SGS Essen        | BL               | 22         | 7          | CG              | 3               | 1               | -                    | -                    | -                    | -           | -           | -           | 25     | 8      |
| 2022-2023        | SGS Essen        | BL               | 22         | 5          | CG              | 3               | 3               | -                    | -                    | -                    | -           | -           | -           | 25     | 8      |
| Totale SGS Essen | Totale SGS Essen | Totale SGS Essen | 44         | 12         | -               | 6               | 4               | -                    | -                    | -                    | -           | -           | -           | 50     | 16     |
| 2023-2024        | Wolfsburg        | BL               | 21         | 9          | CG              | 5               | 5               | UWCL                 | 2                    | 1                    | -           | -           | -           | 28     | 15     |
| 2024-2025        | Wolfsburg        | BL               | 8          | 1          | CG              | 2               | 1               | UWCL                 | 6                    | 4                    | SG          | -           | -           | 16     | 6      |
| Totale Wolfsburg | Totale Wolfsburg | Totale Wolfsburg | 29         | 10         |                 | 7               | 6               |                      | 8                    | 5                    |             |             |             | 44     | 21     |
| Totale carriera  | Totale carriera  | Totale carriera  | 130        | 49         | -               | 19              | 12              | -                    | 8                    | 5                    | -           | -           | -           | 157    | 66     |

### Cronologia presenze e reti in nazionale
| Cronologia completa delle presenze e delle reti in nazionale ― Germania | Cronologia completa delle presenze e delle reti in nazionale ― Germania | Cronologia completa delle presenze e delle reti in nazionale ― Germania | Cronologia completa delle presenze e delle reti in nazionale ― Germania | Cronologia completa delle presenze e delle reti in nazionale ― Germania | Cronologia completa delle presenze e delle reti in nazionale ― Germania | Cronologia completa delle presenze e delle reti in nazionale ― Germania | Cronologia completa delle presenze e delle reti in nazionale ― Germania |
| Data                                                                    | Città                                                                   | In casa                                                                 | Risultato                                                               | Ospiti                                                                  | Competizione                                                            | Reti                                                                    | Note                                                                    |
| ----------------------------------------------------------------------- | ----------------------------------------------------------------------- | ----------------------------------------------------------------------- | ----------------------------------------------------------------------- | ----------------------------------------------------------------------- | ----------------------------------------------------------------------- | ----------------------------------------------------------------------- | ----------------------------------------------------------------------- |
| 28-02-2024                                                              | Heerenveen                                                              | Paesi Bassi                                                             | 0 – 2                                                                   | Germania                                                                | UEFA Women's Nations League 2023-2024                                   | -                                                                       | 86’                                                                     |
| 05-04-2024                                                              | Linz                                                                    | Austria                                                                 | 2 – 3                                                                   | Germania                                                                | Qual. Euro 2025                                                         | -                                                                       | 86’                                                                     |
| 09-04-2024                                                              | Aquisgrana                                                              | Germania                                                                | 3 – 1                                                                   | Islanda                                                                 | Qual. Euro 2025                                                         | -                                                                       | 77’                                                                     |
| 04-06-2024                                                              | Gdynia                                                                  | Polonia                                                                 | 2 – 3                                                                   | Germania                                                                | Qual. Euro 2025                                                         | -                                                                       | 46’                                                                     |
| 12-07-2024                                                              | Reykjavík                                                               | Islanda                                                                 | 3 – 0                                                                   | Germania                                                                | Qual. Euro 2025                                                         | -                                                                       | 76’                                                                     |
| 16-07-2024                                                              | Hannover                                                                | Germania                                                                | 4 – 0                                                                   | Austria                                                                 | Qual. Euro 2025                                                         | -                                                                       | 88’                                                                     |
| 25-07-2024                                                              | Marsiglia                                                               | Germania                                                                | 3 – 0                                                                   | Australia                                                               | Olimpiadi 2024                                                          | -                                                                       | 89’                                                                     |
| 31-07-2024                                                              | Saint-Étienne                                                           | Zambia                                                                  | 1 – 4                                                                   | Germania                                                                | Olimpiadi 2024                                                          | -                                                                       | 46’                                                                     |
| 03-08-2024                                                              | Marsiglia                                                               | Canada                                                                  | 0 – 0 dts (2-4 dtr)                                                     | Germania                                                                | Olimpiadi 2024                                                          | -                                                                       | 65’                                                                     |
| 25-10-2024                                                              | Londra                                                                  | Inghilterra                                                             | 3 – 4                                                                   | Germania                                                                | Amichevole                                                              | -                                                                       | 81’                                                                     |
| 28-10-2024                                                              | Duisburg                                                                | Germania                                                                | 1 – 2                                                                   | Australia                                                               | Amichevole                                                              | -                                                                       |                                                                         |
| 29-11-2024                                                              | Zurigo                                                                  | Svizzera                                                                | 0 – 6                                                                   | Germania                                                                | Amichevole                                                              | -                                                                       | 67’                                                                     |
| 2-12-2024                                                               | Bochum                                                                  | Germania                                                                | 1 – 2                                                                   | Italia                                                                  | Amichevole                                                              | -                                                                       |                                                                         |
| Totale                                                                  |                                                                         | Presenze                                                                | 13                                                                      |                                                                         | Reti                                                                    | 0                                                                       |                                                                         |

## Palmarès

### Nazionale
- Bronzo olimpico: 1

Parigi 2024